# Euidella fucata
Euidella fucata är en insektsart som först beskrevs av Berg 1883.  Euidella fucata ingår i släktet Euidella och familjen sporrstritar. Inga underarter finns listade i Catalogue of Life.